# Cantón de Henrichemont
El cantón de Henrichemont era una división administrativa francesa, que estaba situada en el departamento de Cher y la región de Centro-Valle de Loira.

## Composición
El cantón estaba formado por siete comunas:
- Achères
- Henrichemont
- Humbligny
- La Chapelotte
- Montigny
- Neuilly-en-Sancerre
- Neuvy-Deux-Clochers

## Supresión del cantón de Henrichemont
En aplicación del Decreto nº 2014-206 de 21 de febrero de 2014, el cantón de Henrichemont fue suprimido el 22 de marzo de 2015 y sus 7 comunas pasaron a formar parte; seis del nuevo cantón de Saint-Germain-du-Puy y una del nuevo cantón de Saint-Martin-d'Auxigny.